# 武神赵子龙
《武神趙子龍》，又名《武臣赵子龙》。為2016年播映的中国大陆古裝電視劇，由《隋唐演義》、《水浒传》、《西遊記》原班人馬打造，由好萊塢動作導演國建勇執導，並由中国大陆演员林更新、韩国女團少女時代成員润娥和韩国歌手金桢勋擔任主角。2014年12月試鏡，2015年1月3日在横店影视城正式開機，6月杀青。本剧取材自《三國演義》，講述了東漢末年的小說神話裡，英雄趙子龍等個性鮮明的人物間有關戰爭、愛情、成長的故事。该剧已有十多位中韩明星加盟，投资5千萬元，被定为河北省重点文艺精品项目。
2016年1月从横店人员消息，本剧需新春年后还要回横店补拍和重拍一些镜头，服装道具现在都在准备中，林更新确定要补拍，3月重次杀青。於2016年4月3日在湖南卫视金鹰独播剧场首播。

## 播放平台
| 頻道                                 | 所在地   | 播映日期      | 播出時間         | 備註                                                                                      |
| ------------------------------------ | -------- | ------------- | ---------------- | ----------------------------------------------------------------------------------------- |
| 湖南卫视                             | 中国大陆 | 2016年4月3日  | 20:30            |                                                                                           |
| LiTV 線上影視 （页面存档备份，存于） | 臺灣     | 2016年5月25日 | 全台獨家首播     | 電視、電腦、手機、平板、機上盒同步上架                                                    |
| 八度空间                             | 马来西亚 | 2016年6月20日 | 19:00            |                                                                                           |
| 愛爾達綜合台                         | 臺灣     | 2016年8月18日 | 21:00            | 隔日20:00重播，故實為兩集連播                                                             |
| 樂视 LeEco                           | 香港     | 2016年6月     | 全套（全集）上架 |                                                                                           |
| HUB娱家戏剧台                        | 新加坡   | 2016年9月17日 | 19:15            | 星期六 19:15-21:00                                                                        |
| 新传媒8频道                          | 新加坡   | 2018年3月28日 | 23:00            | 星期一至五 23：00 - 00：00                                                                |
| 中華TV                               |          | 2016年10月3日 | 22:00            | 무신 조자룡                                                                               |
| 未定                                 | 日本     | 2016年        |                  | 多家发行公司争抢目标， 得到5万美金每集“天价”报价， 创下中国影视剧对日本输出的最高价格纪录 |

## 剧情简介
东汉末年，外戚专权越来越严重，汉家天下早已经名存实亡，各地势力开始暗流涌动。在公元184年，天下大旱，农民更是不堪重负，在巨鹿人张角的领导下农民纷纷揭杆而起爆发了规模浩大的黄巾起义，这次起义延续了将近二十年，在农民起义的打击下，腐朽的东汉王朝名存实亡。董卓把持东汉朝政，挟天子以令诸侯，为所欲谓，让天下豪杰怨声载道，各方势力更是各自为政，一时间天下大乱。来自常山的赵云一身熱血，而且此人嫉恶如仇，装着天下的百姓，为了他心里救世救民的理想而背井离乡，只为寻找志同道合的豪杰一起为天下尽绵薄之力。赵子龙一路经历了很多的磨难，明白董卓、袁绍都不是他欣赏的明主，最后结识了曹操、刘备等人，他很是佩服曹操的雄才大略，但更是与求贤若渴、怀揣万民的刘备一见如故，为此坚定了自己的信念，一生追随明主刘备。在刘备的手下赵子龙发挥了自己的才能，一路随刘备东征西讨，在刘备落魄之际始终凭着一身的肝胆不离不弃，可谓是忠心耿耿。在每次危难时刻都事先士卒、敢为人先，凭着一身的好功夫和聪明才智每每化险为夷，长坂坡单骑救主，更是一战成名，为三国鼎立立下不世功勋，名列五虎上将。

## 角色表

### 主要角色
| 演员                    | 角色           | 介绍 | 备注     | 粤语配音 | 日语配音   |
| 林更新 （幼年：黃天崎） | 趙雲（字子龍） | 五虎上將之一，高大英俊，內斂冷峻，俠肝義膽，忠義兩全。年幼時，父母被董卓殺害，流落江湖，被師叔收留，傳授武藝，成為一流高手。與以女主人公夏侯輕衣及高則上演三角關係， 被公孫寶月、馬玉柔、柳擎兒和李飛燕暗戀。趙雲以國事為重，不戀兒女情長，和馬超的妹妹馬玉柔有情感糾葛，最終有情人終成眷屬。 | 主角     | 不明     | 置鮎龍太郎 |
| 潤娥 （幼年：櫻桃）     | 夏侯轻衣       | 夏侯杰之女 美貌与智慧并重的绝色女子，与智勇双全的赵子龙互生情愫，虽深爱对方，但在得知赵子龙是自己杀父仇人之后陷入了悲痛之中，两人的感情也因此坎坷异常。 与男主人公赵子龙及高则上演三角关系，聽信高則挑撥以為趙子龍殺害了父親夏侯杰，因此對趙子龍懷恨在心，直至龐統拜訪並指點輕衣始作俑者並非趙子龍，輕衣對高則生疑，前往軍營找趙子龍當面對質，可是高則屢屢阻擋，輕衣隻身前往打仗的戰場，剛好遇到公孫寶月並脅持她要趙子龍前來相救，趙子龍趕來營救當初有恩義的公孫寶月，不料高則在外側聽到輕衣與趙子龍的對話，想用倚天劍殺了趙子龍，結果輕衣替趙子龍擋下被殺，倒在趙子龍懷裡（= 未刪版第44集），後趙子龍和公孫寶月將其遺體火化。                       | 原创人物 | 不明     | 喜多村英梨 |
| 潤娥 （幼年：櫻桃）     | 馬玉柔(牛玉)   | 西涼郡主、馬超之妹。與夏侯輕衣長相相似的女子，中途更被不少人誤認是夏侯輕衣。喜歡趙子龍，嬌蠻任性，最終與趙子龍在一起。 | 原创人物 |          | 喜多村英梨 |
| 金桢勋 （幼年：高振暄） | 高则（字文定） | 本劇後期終極大惡角。魏國將軍，车骑大将军高洵之子，夏侯轻衣的未婚夫，心思深沉，做事不動聲色。 赵子龙的对手兼情敌，喜欢相貌出众、性格开朗的夏侯轻衣，因而敌視赵子龙並屢欲加害之。 曾于討伐董卓之際獻出汜水關，又殺了李全與夏侯杰，聽聞夏侯輕衣與趙子龍相見，用倚天劍前往誅殺趙子龍，沒想到被夏侯輕衣擋下，因痛失愛人而跑入竹林拿倚天劍要與趙子龍的青釭劍對幹，最終邪不勝正，本想自殺的高則被趙子龍補刀殺死，但被趙子龍的師爺（在絕命谷的野人）救起，並在離開絕命谷前將師爺殺死。在劉備入蜀之際伏擊龐統致其身亡，並在漢中之戰暗殺夏侯淵，嫁禍趙子龍。以一招乾坤霸王槍擊敗五虎上將之一的黃忠。最後終於被趙子龍以青釭劍擊殺，倚天劍和青釭劍也被兩人毀去。 | 原创人物 | 不明     | 鳥海浩輔   |

### 蜀汉
| 演员     | 角色             | 介绍 | 备注                                                                       | 粤语配音 |
| 严屹宽   | 刘备（字玄德）   | 汉昭烈皇帝。与关羽、张飞于桃园结义为异姓兄弟。他的才干谋略，不及曹操，然而他百折不挠，终于成就了一番事业，是个当之无愧的英雄，也是历史上礼贤下士的楷模。 |                                                                            |          |
| 杨玏     | 诸葛亮（字孔明） | 三国时期杰出的政治家、军事家、文学家。诸葛亮是中国人心目中智慧的化身，足智多谋，罕逢对手。其宰相之才，可与管仲、萧何匹敌。 |                                                                            |          |
| 邹兆龙   | 李全（字仁定）   | 赵云之父赵安的师弟，武艺高强。原为汉少帝的贴身护卫，对朝廷忠心耿耿。董卓乱政，李仁定和同为天子护卫的赵安受皇帝委托，带着护国宝剑离开朝廷，藏身民间。赵安被杀之后，李仁定收留赵云，并请好友指点赵云各种武功，协助赵云保卫真定县。為保護樂毅百戰書，於未刪版第34集被高則殺害。                         | 原创人物                                                                   |          |
| 趙韓櫻子 | 李飛燕           | 李仁定之女。端庄大气，柔中带刚。暗恋赵子龙，追随赵子龙出生入死，无怨无悔。 | 原创人物                                                                   |          |
| 荣光     | 赵安             | 赵云的父亲，武艺高强。原为汉少帝的贴身护卫，对朝廷忠心耿耿。董卓乱政，他和师弟李仁定受皇帝委托，带着护国宝剑离开朝廷，藏身民间。刪減版第1集（=未刪版第1集）為保護樂毅百戰書而被夏侯杰殺害。 | 原创人物。于榮光曾饰演2010年《三國》版本的關羽。                           |          |
| 石筱群   | 趙母             | 赵子龙之母，趙安被夏侯杰殺害時立即自刎而死。 |                                                                            |          |
| 李田野   | 關羽（字雲長）   | 五虎上將之首，目前亦正亦邪，是継戰神呂布之後的三國第一猛將，後世尊其為「武聖」。与刘备、张飞在桃园结义，并携手兴汉室，诛奸佞，征战沙场数十载。曾打敗華雄，作勢降曹，暗中保護劉備夫人甘、糜二位，曹操賞賜關羽棉袍，還把呂布曾經的坐騎赤兔送給關羽。對戰時一刀就殺了袁紹手下猛將文醜，公孫寶月的師父。 | 李田野曾饰演2004年《武聖關公》版本的青年关羽。                             |          |
| 朱来成   | 張飛（字翼德）   | 五虎上將之一，与刘备、关羽在桃园结义，并携手兴汉室，诛奸佞，征战沙场数十载。他也曾独退曹家百万兵，勇猛无敌。 |                                                                            |          |
| 高娜     | 孫尚香           | 刘备的夫人，孙权的妹妹，是一位拥有多样才能和强悍性格的女子，因为哥哥孙权的计划而与刘备发展情谊并成为了夫妻。 |                                                                            |          |
| 张晓晨   | 馬超（字孟起）   | 马超因相貌出众，加上一身白袍银甲，被人称为锦马超，是蜀汉五虎上将之一。馬玉柔哥哥，跟赵子龙不打不相识，成为好友，共同辅佐刘备打天下。喜歡公孫寶月。 |                                                                            |          |
| 张山     | 黃忠（字漢升）   | 蜀汉五虎上将之一 | 張山曾飾演1994年《三國演義》版本的趙子龍、2008年電影《赤壁》系列版本的黃蓋 |          |
| 马晓军   | 庞统（字士元）   | 人稱「鳳雛」，與「臥龍」諸葛亮齊名。當時有云：「臥龍、鳳雛，二者得一，可安天下。」為趙子龍指點迷津，與司馬徽相識。於落鳳坡中張任的埋伏身亡。 |                                                                            |          |
| 吴伟     | 簡雍（字憲和）   | |                                                                            |          |
| 郭冬冬   | 柳慎（字言成）   | 趙子龍的髮小（從小一起長大的玩伴，長大經常在一起的朋友），喜歡飛燕，後兩人一路跟隨趙子龍投奔劉備。 | 原创人物                                                                   |          |

### 孙吴
| 演员   | 角色           | 介绍 | 备注 | 粤语配音 |
| 贺刚   | 孙权（字仲謀） | 本劇大惡角。東吳吳侯，江東之主。欲奪取荊州，不惜犧牲自己妹妹孫尚香的終身幸福，設計了孫劉聯姻。無奈其奸計被諸葛亮和趙子龍識破，最終令部下周瑜身亡。 |      |          |
| 黎源   | 周瑜（字公瑾） | 本劇大惡角。東吳大都督，智勇双全，风流儒雅，为江东第一号英雄人物。指挥了赤壁之战，打败了曹操，奠定了东吴的基业。后遇到对手诸葛亮，处处落在下风，以致发出“既生瑜何生亮”的感慨，后屡次中计，被诸葛亮活活气死= 未刪版第53集。赵云跟周瑜既相互欣赏又是竞争对手。 |      |          |
| 閻青舒 | 吳國太         | 孫堅之妻，孫權和孫尚香的母親，公孫寶月的義母（寶月一次機緣巧合下，認吳國太為義母） |      |          |

### 曹魏
| 演员   | 角色             | 介绍 | 备注               | 粤语配音 |
| 张鹰   | 曹操（字孟德）   | 昔日大惡角。東漢丞相，起兵號召天下諸侯討伐董卓，誅滅袁紹一族，絞殺呂布。野心十足，欲奪取天下，然而在赤壁之戰中敗給孫吳。使統一天下的機會破滅。                                                                                   |                    |          |
| 马永康 | 徐晃（字公明）   | 魏五子良將之一，跟張遼一樣與關羽交情不錯。 |                    |          |
| 孙浩然 | 张辽（字文遠）   | 魏五子良將之首，與關羽交情不錯。 |                    |          |
| 张赫   | 耿纯（字伯山）   | 昔日超級惡角。 夏侯杰麾下大將，喜歡李全女兒-飛燕，大街調戲數次，聽信高則會幫他奪下飛燕做自己的妻子，而故作讓飛燕一刀刺死，只是做戲沒死。未刪版第48集詐降趙雲卻被識破，同時透露與高則一同殺害李全之經過，飛燕憤而報復，殺害耿純。 | 史實為東漢開國將領 |          |
| 亓航   | 夏侯杰（字麒麟） | 本劇大惡角。夏侯輕衣的父親，想盡辦法奪取兵書——樂毅百戰書。未刪版第37集死於高則之手，卻嫁禍給趙子龍。 |                    |          |

### 汉末
| 演员     | 角色             | 介绍 | 备注                                                           | 粤语配音 |
| 孟彦森   | 刘辩             | 漢少帝 |                                                                |          |
| 鄭偉     | 劉協（字伯和）   | 漢獻帝 |                                                                |          |
| 韩东     | 董卓（字仲颖）   | 昔日前期大惡角。東漢太師，天下霸主。擁有護國神器絕世無敵。呂布義父，後因貂蟬使用連環計而反目。未刪版第31集被呂布用倚天劍殺死，之後丟棄於百姓大街，遭百姓唾棄被士兵一把火給燒了。 | 韩冬曾饰演1994年《三國演義》版本的甘宁（赤壁）与许褚（汉中）。 |          |
| 高以翔   | 吕布（字奉先）   | 昔日大惡角。武艺高强，亦正亦邪，霸氣蓋世，身材高大，胯下赤兔马，手中方天画戟，是公认的三国演义中的第一条好汉。此人虽然外表霸气，但贪财好色，见利忘义，气质中有一种阴鸷、邪恶的味道。因为迷恋貂蝉的美色，中了王允的连环计，杀了董卓。投奔刘备后，忘恩负义，又抢占了刘备的地盘徐州，后被曹操打败并處死 =未刪版第36集 |                                                                |          |
| 古力娜扎 | 貂蝉             | 中国古代四大美女之一，倾国傾城，能歌善舞。除了漂亮外，貂蝉最大的特点就是智慧过人，沉着冷静，临危不惧，勇于献身。使美人计，成功挑起董卓和吕布的火并，导致最终董卓被吕布所杀，并嫁給呂布。赵子龙对貂蝉又敬佩又惋惜，两人以姐弟相称，吕布死后投河自尽 =未刪版第36集                                                   | 古力娜扎後於2021年電影《真·三國無雙》二度飾演貂蟬。            |          |
| 巫迪文   | 李儒（字文優）   | 昔日前期大惡角。董卓的女婿兼黨羽，是董卓的得力助手，幫助董卓作惡。 |                                                                |          |
| 范雨林   | 公孙瓒（字伯珪） | 昔日大惡角。公孫寶月父親，不重用趙子龍，被袁紹討伐，公孫寶月還未來得及回城就已自焚身亡 =未刪版第38集 |                                                                |          |
| 贾青     | 公孙宝月         | 幽州太守公孙瓒之女。 敢爱敢恨，正直单纯。公孙宝月手下有一支女骑兵，英姿飒爽，巾帼不让须眉，拜關羽為師。她跟赵云从误会冲突到渐渐心生爱慕，再到深情痴恋，她的爱意越来越强烈。尽管赵云早心有所属，但宝月仍是不肯放弃，愿意为赵云牺牲一切，因袁紹殺害其父公孙瓒，想為此報仇，可惜刺殺失敗，被路過的馬超救下。          | 原创人物                                                       |          |

### 其它
| 演员     | 角色             | 介绍 | 备注 | 粤语配音 |
| 孙骁骁   | 柳擎儿           | 柳慎的妹妹,趙子龍髮小(從小一起長大的玩伴，長大經常在一起的朋友)，為保護趙子龍，第21集（= 未刪版第24集）被高則殺害。暗戀趙子龍。 |      |          |
| 文晧程   | 周怀忠           | 趙子龍眾人稱其為周大哥，在投奔夏侯傑時，被夏侯傑設計為叛變，而遭高則手下將其斬殺= 未刪版第35集 |      |          |
| 李明珠   | 赵拾妹           | 子龍化身鐵面俠時，於樹林中所救的女子，後女扮男裝投身於山賊窩中，化名狗蛋。在子龍被山賊擒獲時，曾救子龍逃離山賊處，後與子龍以義兄妹相稱，取名為趙拾妹。 在一次高則與耿純計畫夜襲中，被耿純所刺殺= 未刪版第42集                                                                                   |      |          |
| 杜奕衡   | 杜厥             | 昔日大惡角。山賊大哥，於攻城中被子龍斷了一條手臂，因跟高則有交易去殺趙子龍，結果第28集（= 未刪版第32集）反被趙子龍刺殺。 |      |          |
| 王冠     | 姜峰             | 昔日惡角。山賊二哥，糧草庫淪陷時，被趙子龍殺死= 未刪版第22集 |      |          |
| 孟子义   | 石砚             | 夏侯轻衣的丫鬟，在最後被耿純關進民房，逼她獻身，高則把石硯給刺殺= 未刪版第52集 |      |          |
| 依靈     | 屏兒             | 公孫寶月的丫鬟，最後跟著公孫瓚戰死在幽州城裡= 未刪版第38集 |      |          |
| 譚學亮   | 馬慶             | 馬玉柔(牛玉)的隨從 |      |          |
| 李軍     | 司馬徽（字德操） | 人稱水鏡先生，與龐統相識，為趙子龍指點迷津去荊洲找尋劉備。 |      |          |
| 丁新民   | 樂淵             | 住在絕命谷的野人。 原為李全、趙安、夏侯傑的師父，而夏侯傑為了取得其手中「樂毅百戰書」，用計刺殺使之跌落絕命谷中。 子龍稱之為師爺，教授子龍武藝並將樂毅百戰書與百鳥朝鳳槍傳授予子龍。 救治在竹林中被子龍刺殺重傷的高則，並傳授高則槍法，在高則離去時，喝了高則給予的露水，中毒身亡= 未刪版第52集 |      |          |
| 牟鳳彬   | 雷銅             | 昔日大惡角，已改邪歸正。劇中，一開始要刺殺劉備等人，實為被曹操利用，最後被其女兒和子龍、劉備等人感動，而投奔劉備，最後告老還鄉，在三國演義中，於下辨之戰中與吳蘭將軍一起被曹洪軍擊敗陣亡 |      |          |
| 程門麗雪 | 雷嬌嬌           | 雷銅的女兒，對趙子龍有好感，在關鍵時刻會對父親指點迷津 |      |          |

## 幕後製作

### 剧本创作
《武神赵子龙》讲述了赵云传奇的一生，每每在危急时刻挺身而出，力挽狂澜，大败曹操，挽救蜀汉于危急时刻。除了厚重的历史感，该剧还将融入当今年轻人喜欢的元素。为了保证本剧剧情的严谨，特聘赵子龙后人为特别顾问，力图真实、完整的再现赵子龙传奇的一生。

### 主创团队
《武神赵子龙》由《隋唐演义》《新水浒》原班人马打造，国内金牌制片人程力栋与好莱坞动作导演国建勇双剑合璧，投资两亿打造一流的制作水准。采用国际摄影器材red5.0进行拍摄，创作一部全电影规格的电视剧。本剧讲述了赵云传奇的一生，每每在危急时刻挺身而出，力挽狂澜，大败曹操，挽救蜀汉于危急时刻，林更新、潤娥、贾青、古力娜扎、高以翔、乔振宇、严屹宽、金楨勋、李佳航等联袂主演，将登陆湖南卫视金鹰独播剧场。为了保证本剧剧情的严谨，特聘赵子龙后人为特别顾问，力图最真实、最完整的再现赵子龙传奇的一生。

### 拍摄过程
《武神赵子龙》于2015年1月在横店开机，预计4月杀青。

### 幕後花絮
1. 此劇是潤娥與高娜首次拍摄中国电视剧。
2. 潤娥为了拍摄此劇而苦练中文。
3. 此劇是贾青首次与林更新合作。
4. 潤娥傳出險墜馬的消息，據知當時馬兒受驚失控，潤娥只是受驚，並沒有受傷。消息傳開後，「潤娥 墜馬」登上了微博實時搜索的一位。
5. 此劇是是潤娥突破形象首演侠女。
6. 潤娥因拍攝此劇而缺席了兩場演唱會。
7. 在片场娜扎为了努力将貂蝉演到最好，一旦对自己表现不满意，便会主动要求再来一次。
8. 第一次演骑马打仗的戏，高以翔在进组之前，进行了为期一个月的马术特训。
9. 此劇是金桢勋的首部以原聲演繹中文對白的中国电视剧，投入了不少时间学习中文、纠正发音。
10. 多家發行公司爭搶目標，得到5萬美金每集「天價」報價，創下中國影視劇對日本輸出的最高價格紀錄。
11. 此劇受邀参加第十五届中日韩电视制作者论坛。
12. 杜奕衡繼《智取威虎山》及《錦繡園》后，再度飾演反派

## 电视原声带
| 曲序 | 曲目                                  |          | 作曲   | 演唱者       |
| ---- | ------------------------------------- | -------- | ------ | ------------ |
| 1.   | 《英雄淚》（片頭曲2）                 | 韓星洲   | 焦可可 | 孫銘宇       |
| 2.   | 《冷紅顏》（插曲）                    | 焦可可   | 焦可可 | 曾一鳴       |
| 3.   | 《情字訣》（插曲）                    | 張暢     | 許榮臻 | 张赫、李明珠 |
| 4.   | 《漸行漸遠》（插曲）                  | 張暢     | 許榮臻 | 金楨勛、张赫 |
| 5.   | 《成佛》（插曲）                      | 左木修   | 董貞   | 董貞         |
| 6.   | 《離傷》（片尾曲）                    | 袁大巍   | 任永斌 | 张赫         |
| 7.   | 《山之高》（插曲）                    | 胡桃夾子 | 董貞   | 董貞         |
| 8.   | 《英雄》（插曲）                      | 焦可可   | 任永斌 | 金楨勛       |
| 9.   | 《子龍》（片頭曲[武神趙子龍第1~2集]） | 陳曦     | 董冬冬 | 范濤         |
| 10.  | 《武神趙子龍》（宣傳曲）              | 龍軍     | 龍軍   | 龍軍         |

## 收视率
由csm数据参考而来，收视率包括全天收视指数和市场(收视)份额参数
| 平台     | 平均收视率 | 平均收视份额 | 备注 |
| 湖南卫视 | 1.140      | --           |      |

## 宣傳活動
| 播出時間      | 活動       | 出席演員                                                       |
| ------------- | ---------- | -------------------------------------------------------------- |
| 2015年4月30日 | 新闻发布会 | 林更新、潤娥、金桢勋、贾青、赵韩樱子、孙骁骁、邹兆龙、高以翔等 |
| 2016年3月26日 | 快乐大本營 | 潤娥、高以翔                                                   |
| 2016年3月30日 | 开播发布会 | 林更新、潤娥、金桢勋、贾青、高以翔、孙骁骁                     |
| 2016年5月7日  | 快乐大本營 | 潤娥、林更新                                                   |

## 獎項
| 年份   | 頒獎典禮                                                   | 獎項                 | 得獎者         |
| ------ | ---------------------------------------------------------- | -------------------- | -------------- |
| 2015年 | 2015年全球旅游融合产业国会讨论会－2015 Global Luxury Award | 功勞部門金長實演員獎 | 林更新、金桢勋 |
| 2015年 | 2015年全球旅游融合产业国会讨论会－2015 Global Luxury Award | 國際文化交流獎       | 林更新、潤娥   |
| 2015年 | 新浪娛樂訊－電視劇在新媒體主力地盤微博的方面表現           | 話題量榜單（一位）   | 《武神赵子龙》 |

## 電視劇的變遷
| 中国大陆 湖南衛視 金鷹獨播劇場 · 星期日至四 20:10 - 22:00 (兩集連播) · 星期五，六 19:30 - 20:10 | 中国大陆 湖南衛視 金鷹獨播劇場 · 星期日至四 20:10 - 22:00 (兩集連播) · 星期五，六 19:30 - 20:10 | 中国大陆 湖南衛視 金鷹獨播劇場 · 星期日至四 20:10 - 22:00 (兩集連播) · 星期五，六 19:30 - 20:10 |
| ----------------------------------------------------------------------------------------------- | ----------------------------------------------------------------------------------------------- | ----------------------------------------------------------------------------------------------- |
|                                                                                                 | 武神赵子龙 （2016年4月3日－2016年4月30日）                                                      |                                                                                                 |
| 因为爱情有幸福 （2016年2月24日－2016年4月2日）                                                  | 小丈夫 （2016年5月1日－2016年5月23日）                                                          |                                                                                                 |

| 马来西亚 八度空间 每逢星期一至五 19:00-19:56 | 马来西亚 八度空间 每逢星期一至五 19:00-19:56 | 马来西亚 八度空间 每逢星期一至五 19:00-19:56 |
| -------------------------------------------- | -------------------------------------------- | -------------------------------------------- |
|                                              | 武神赵子龙 （2016年6月20日－2016年9月5日）   |                                              |
| 大药坊 （2016年5月9日－2016年6月17日）       | 點金勝手 （2016年9月6日－2016年10月17日）    |                                              |

| 臺灣 愛爾達綜合台 每週一至週五 21:00 - 22:00 | 臺灣 愛爾達綜合台 每週一至週五 21:00 - 22:00 | 臺灣 愛爾達綜合台 每週一至週五 21:00 - 22:00 |
| -------------------------------------------- | -------------------------------------------- | -------------------------------------------- |
|                                              | 武神趙子龍 （2016年8月18日－2016年11月3日）  |                                              |
| 芈月傳 （2016年6月16日－2016年8月17日）      | 琅琊榜 （2016年11月4日－）                   |                                              |

| 中華TV 週一至週五 22:00~00:00(兩集)         | 中華TV 週一至週五 22:00~00:00(兩集)          | 中華TV 週一至週五 22:00~00:00(兩集) |
| ------------------------------------------- | -------------------------------------------- | ----------------------------------- |
|                                             | 武神趙子龍 （2016年10月3日－2016年12月16日） |                                     |
| 女醫譚允賢 （2016年6月29日－2016年9月30日） | 锦绣未央 （2016年12月19日－2017年3月10日）   |                                     |

| 新加坡 HUB娛家戲劇台 星期六 19:15-21:00（兩集播出） | 新加坡 HUB娛家戲劇台 星期六 19:15-21:00（兩集播出） | 新加坡 HUB娛家戲劇台 星期六 19:15-21:00（兩集播出） |
| --------------------------------------------------- | --------------------------------------------------- | --------------------------------------------------- |
|                                                     | 武神赵子龙 （2016年9月17日－2017年4月8日）          |                                                     |
| 女醫·明妃傳 （2016年3月26日－2016年9月10日）        | 三生三世十里桃花 （2017年4月15日－2017年10月28日）  |                                                     |

| 新加坡 新传媒8频道 星期一至五 23:00 - 00:00 （如當日《晚间新闻》延時順延播出） | 新加坡 新传媒8频道 星期一至五 23:00 - 00:00 （如當日《晚间新闻》延時順延播出） | 新加坡 新传媒8频道 星期一至五 23:00 - 00:00 （如當日《晚间新闻》延時順延播出） |
| ------------------------------------------------------------------------------ | ------------------------------------------------------------------------------ | ------------------------------------------------------------------------------ |
|                                                                                | 武神赵子龙 （2018年3月28日－2018年6月13日） PG                                 |                                                                                |
| 芈月传 （2017年12月1日－2018年3月27日）                                        | 那年花开月正圆 （2018年6月14日－2018年9月25日）                                |                                                                                |
| （重播）星期一 00:00 - 02:00                                                   |                                                                                |                                                                                |
| 蜀山战纪之剑侠传奇（重播） （2018年9月2日－2019年3月4日）                      | 武神赵子龙 （2019年3月11日－2019年9月16日）                                    | (重播） （2019年9月23日）                                                      |